# Olea undulata
Espèce
Classification phylogénétique
Olea undulata (Sol.) Jacq. est une espèce de plantes à fleurs du genre Olea et de la famille des Oleaceae. C'est un taxon d'olivier qui n'est pas reconnu par certaines sources.

## Description
La seule description est celle découlant de l'examen des spécimens d'herbier du Muséum National d'Histoire Naturelle (op. cit. liens externes).

## Taxonomie
Ce taxon est cité par P.S. Green (2002) comme un synonyme du taxon Olea capensis var. capensis I.Ver.. 
Il est également cité par P.S. Green (2002, p. 106) sous le nom d'Olea undulata var. planifolia E. Mey (1837), comme holotype B. Il est référencé par Tropicos qui donne bien Olea undulata var. planifolia comme taxon subordonné.
Ce taxon n'est pas reconnu par NCBS/GRIN ni par d'autres sources comme eFlora. Il n'y a pas d'entrées dans Wikispecies.

## Sources
Pour des articles plus généraux, voir Oleaceae et Olea.